# Louis Moritz Trautmann
Louis Moritz Trautmann   (Pfaffenhoffen, 1830 - Barcelona, 1920) fou un cerveser alsacià, fundador de la companyia cervesera barcelonina Moritz.

## Biografia
Va arribar a Barcelona el 1851 procedent de la seva ciutat natal, Pfaffenhoffen, una localitat de la regió cervesera francesa d'Alsàcia, i on el seu germà exercia com a mestre cerveser. Els seus coneixements del món de la cervesa i el seu procés de producció el van portar a treballar en una petita fàbrica d'Ernest Gavinet al carrer de Cirés, on va exercir com a mestre cerveser. El 1856 ja elaborava la seva pròpia cervesa i tres anys més tard comprà la fàbrica de Joan Mauer, al carrer del portal de Santa Madrona, convertint-se en un dels productors més importants de Barcelona.
La demanda de cervesa va anar en augment, cosa que va motivar la compra d'una finca al carrer de Casanova a l'Eixample el 1862, on construiria la fàbrica de cervesa més gran de Barcelona de l'època (vegeu Fàbrica de cervesa Moritz). Al llarg dels anys, amplià el conjunt amb la construcció de tres edificis d'habitatges a la Ronda de Sant Antoni, rehabilitats el 2011 pels seus hereus de la mà de l'arquitecte francès Jean Nouvel.
Louis Moritz va morir el 1920, deixant una important marca cervesera que perdurà a mans de la família Roehrich-Moritz fins als nostres dies (vegeu Moritz).